# Encheliophis homei
Encheliophis homei är en fiskart som först beskrevs av Richardson, 1846.  Encheliophis homei ingår i släktet Encheliophis och familjen nålfiskar. Inga underarter finns listade i Catalogue of Life.